# لاري قسطنطين
لاري قسطنطين
لاري ليروي قسطنطين (يُنطق قسطنطين؛ ولد في عام 1943) مهندس برمجيات أمريكي وأستاذ في قسم الرياضيات والهندسة في جامعة ماديرا بـ البرتغال، وهو يُعدّ أحد الرائدين في مجال الحوسبة. وقد ساهم بالعديد من المفاهيم والأساليب التي تشكل أسس الممارسة الحديثة في هندسة البرمجيات وتصميم وتطوير التطبيقات.

## كتاب السيرة
نشأ قسطنطين في أنوكا بولاية مينيسوتا وتخرج من مدرسة أنوكا الثانوية في عام 1961 بعد سجل حافل بالنشاط في المناقشات والتمثيل المسرحي وكذلك الأنشطة الأخرى غير الدراسية. وقد أطلق عليه زملاؤه في المدرسة «من المرجح أن تنجح». وقد حصل قسطنطين على بكالوريوس في العلوم في الإدارة في عام 1967 وتخرج من كلية سلون للإدارة التابعة لمعهد ماساتشوستس للتقنية في عام 1967 مع التخصص في أنظمة المعلومات وعلم النفس. وقد حصل على شهادة في العلاج الأسري في عام 1973 من معهد الأسرة (Family Institute) في بوسطن، برنامج تدريب لمدة عامين بعد التخرج.
وقد بدأ قسطنطين عمله كمساعد فني/مبرمج في معمل العلوم النووية التابع لمعهد ماساتشوستس للتقنية في عام 1963. وقد عمل بدء من عام 1963 إلى 1966 كاستشاري ومبرمج/محلل في شركة C E I R, Inc. . وشغل من عام 1966 إلى 1968 منصب رئيس معهد الأنظمة والمعلومات (President of the Information & Systems Institute, Inc). كما أصبح في عام 1967 معلمًا في أحد برامج الدراسات العليا في كلية وارتون للأعمال، جامعة بينسلفانيا. وأصبح بدء من عام 1968 إلى 1972 أحد أعضاء هيئة التدريس في معهد بحوث الأنظمة (Systems Research Institute) التابع لشركة [آي‌بي‌إم].
وفي عام 1973، أصبح مديرًا للبحوث، منظمة Family Service Society في مدينة كونكورد (ماساشوسيتس). ومن عام 1973 إلى 1980، أصبح أستاذًا إكلينيكيًا مساعدًا في الطب النفسي، جامعة تافتس، كلية الطب. وشغل منصب أستاذ مساعد للتنمية البشرية ودراسات الأسرة (مساعد بروفسور)، جامعة كونيكتيكت حتى عام 1987. وشغل بدء من عام 1984 إلى 1986 كذلك منصب مشرف إكلينيكي، التدخل الأسري والمراهقين، وكالة LUK, Inc. فيتشبيرج، ماساشوسيتس. كما عمل بدء من عام 1987 إلى 1993 كمستشار مستقل. وظل يشغل منصب كبير العلماء والمستشار الرئيسي في شركة Constantine & Lockwood, Ltd منذ عام 1993. وعمل بدء من 1994إلى 1999 كأستاذ لتكنولوجيا المعلومات، جامعة التكنولوجيا بسيدني، أستراليا. Since 2006 has been a professor in the Mathematics and Engineering Department at the جامعة ماديرا البرتغال، where he headed the Laboratory for Usage-centered Software Engineering (LabUSE), ومنذ عام 2006، أصبح أستاذًا في قسم الرياضيات والهندسة في جامعة جامعة ماديرا بـ البرتغال، حيث ترأس معمل معمل هندسة البرمجيات المتمركز حول الاستخدام  (Laboratory for Usage-centered Software Engineering (LabUSE]] مركز أبحاث متخصص في دراسة الجوانب البشرية لهندسة البرمجيات الحديثة قبل أن يصبح زميلاً في معهد Madeira Interactive Technologies Institute]]  في عام 2010.
وفي عام 1999 حصل قسطنطين على جائزة Jolt Award لتميز المنتج، أفضل كتاب لعام 1999 عن كتابه "Software for Use". وحصل في عام 2001 على جائزة التميز البلاتينية (المركز الأول)، منافسة التصميم المتمركز حول الأداء لعام 2001: Siemens AG, STEP-7 Lite. وفي عام 2006 اعترفت رابطة مكائن الحوسبة به كأحد المصممين المميزين، وفي عام 2007 أصبح زميلاً برابطة مكائن الحوسبة. وحصل في عام 2009 على جائزة ستيفنس عن «مساهماته البارزة في مجال الأدب أو ممارسة أساليب تطوير البرمجيات والأنظمة.» وهو عضو مهني في [جمعية المصممين الصناعيين بأمريكا (Industrial Designers Society of America) وعضو في جمعية Usability Professionals' Association وجمعية الحاسبات التابعة لمعهد مهندسي الكهرباء والإلكترونيات جمعية الحاسوب IEEE وعضوًا نشطًا في مؤسسة Science Fiction and Fantasy Writers of America.

## الأعمال
يتخصص قسطنطين في الجانب البشري لتطوير البرمجيات. وتتضمن أعماله المنشورة النص الكلاسيكي المؤثر، Structured Design (التصميم الهيكلي)، الذي كُتب بمشاركة إيد يوردون، وكتاب "Software for Use" الحائز على جائزة، الذي كُتب بمشاركة لوسي لوكوود. وبدأت مساهماته في ممارسة تطوير البرمجيات في عام 1968 من خلال عمله الرائع في مفاهيم «البرمجة التجريبية».
وكان قسطنطين هو القوة الرئيسية التي تقف خلف منهج التصميم الهيكلي، في كتابه الذي يحمل نفس الاسم. ويشيع استخدام الميزات الأساسية للتصميم الهيكلي، مثل المخطط الهيكلي والرسم التخطيطي لتدفق البيانات وتُدرّس في كافة أرجاء العالم.

### التصميم الهيكلي
بدأ قسطنطين، الذي تعلم البرمجة في معهد ماساتشوستس للتقنية، وظيفته المهنية في أجهزة الكمبيوتر بوظيفة صيفية في الحوسبة العلمية، في شركة تابعة لشركة كونترول داتا في ميننيبوليس في ذلك الوقت. واستمر في العمل بدوام كامل في معمل العلوم النووية التابع لمعهد ماساتشوستس للتقنية، حيث كتب إجراءات لتحليل الصور الفوتوغرافية لغرف الإشعال الشراري والتحق بعد ذلك بشركة C-E-I-R, Inc. حيث عمل في مجال محاكاة الاقتصاديات وتطبيقات الأعمال وأدوات إدارة المشاريع ولغات البرمجة.
وبدأ عمله، بينما كان لا يزال قيد الدراسة في معهد ماساتشوستس للتقنية، على ما أصبح معروفًا بـ «التصميم الهيكلي»، حيث كون شركته الاستشارية الأولى وقام بالتدريس في أحد برامج الدراسات العليا في كلية وارتون بجامعة بينسلفانيا. وقد اكتمل أساس التصميم الهيكلي، بما في ذلك المخططات الهيكلية والتقارن وقياسات التماسك، بشكل أساسي بحلول عام 1968، عندما قُدّم في الندوة الوطنية للبرمجة التجريبية (National Symposium on Modular Programming). وقد انضم إلى هيئة تدريس معهد بحوث الأنظمة (Systems Research Institute) التابع لشركة آي بي إم من نفس العام، حيث قام بالتدريس فيه لمدة أربع سنوات وصقل مفاهيمه بشكل إضافي.
وكجزء من التصميم الهيكلي، وضع قسطنطين مفاهيم التماسك (الدرجة التي ترتبط بها المحتويات الداخلية لأية وحدة) والتقارن (درجة اعتماد أية وحدة على الوحدات الأخرى). وقد كان لهذين المفهومين تأثير في تطوير هندسة البرمجيات، وظلا مستقلين عن التصميم الهيكلي بوصفهما إسهامات هامة عن جدارة. وقد برهنا على أنهما أساس في مجالات تتراوح ما بين تصميم البرمجيات إلى قياسات البرمجيات، ومرتا بالفعل إلى اللغة العامية للتدريب.
كما أخذ قسطنطين في وضع منهجيات تجمع ما بين تصميم التفاعل الإنساني-الحاسوبي وهندسة البرمجيات. ويعد المنهج، التصميم المتمركز حول الاستخدام، موضوع كتابه الذي طُبع في عام 1999 تحت عنوان"Software For Use". وهذه هي المساهمة الثالثة الكبيرة في الحقل، حيث استخدم جيدًا في كل من الممارسة المهنية وموضوع الدراسة الأكاديمية، وتم تدريسه في عدد من دورات واجهة الإنسان- الحاسوب والجامعات حول العالم. وكان لعمله المعني بـ التفاعل الإنساني- الحاسوبي تأثير على بعض الأساليب مثل حالات الاستخدام الأساسية والتصميم المتمركز حول الاستخدام، المُستخدَم على نطاق واسع لبناء نظم برمجيات تفاعلية.

### العلاج الأسري
تلقى قسطنطين تدريبًا على يد أشخاص رائدين في مجال العلاج الأسري من أمثال ديفيد كانتور وفريد وبوني دهل في معهد الأسرة (FAMILY INSTITUTE) في بوسطن، حيث أكمل أحد برامج شهادات الدراسات العليا لمدة عامين في عام 1973. وعمل بدءً من عام 1973 إلى 1980 كأستاذ إكلينيكي مساعد في الطب النفسي في كلية الطلب بـ جامعة تافتس حيث عمل في مجال تدريب معالجي الأسرة والإشراف على المتدربين في مستشفى ولاية بوسطن (Boston State Hospital). وأصبح عاملاً اجتماعيًا إكلينيكيًا مرخص له، بينما أصبح فيما بعد معالجًا مرخص له في قضايا الزواج والأسرة في ماساشوسيتس وعينته الجمعية الأميركية لمعالجة قضايا الزواج والأسرة كمشرف معتمد.
وقد جرى تلخيص مساهماته في الجانب النظري والبحوث في العلاج الأسري ونظرية الأنظمة البشرية في كتاب Family Paradigms (Guilford Press, 1986)، وهو الكتاب الذي اعتبر في ذلك الوقت كأحد أفضل الكتب النظرية التي طُبعت في مجال العلاج الأسري" و"من بين التطورات الأكثر أهمية التي شهدها العقد." وشهد هذا العمل تطبيقًا في التطوير التنظيمي.

### براءات الاختراع
براءات الاختراع الأمريكية: 7010753 توقع انخفاض مؤشر القبول (Anticipating drop acceptance indication)؛ 7055105 إفلات- تمكين مربع الحوار المزود بعلامات تبويب (Drop-enabled tabbed dialog)

## الموسيقى
على الرغم من أن قسطنطين كان يجيد العزف على البيانو والساكسفون والكمان عندما كان طفلاً، فقد تخلي عن الأداء الموسيقي من أجل الغناء. فقد غنى مع فرقة Burtones الحائزة على جائزة عندما كان طالبا في معهد ماساتشوستس للتقنية، وكان يتمتع بالخبرة لمدة اثنا عشر عامًا وأحد خريجي Zamir Chorale of Boston شبه المهني، Zamir Chorale of Boston وعضوًا في فرقة الجوقة Zachor، وهي مجموعة مقرها في بوسطن متخصصة في إحياء ذكرى المحرقة من خلال الموسيقى.
كما يعد قسطنطين ملحنًا موسيقيًا له العديد من الأعمال الرئيسية التي تخلد اسمه. وقد درس الجانب النظري والتلحين تحت قيادة جورج ليترست وستيفن بيتش and Stephan Peisch
في كونسرفتوار نيو انجلاند. تم عرض أول أعماله التي كُلف بها، Concerto Grosso No. 1 in G-minor، «اكتشاف المؤهبة» من جانب أوركسترا الأغاني الشعبية بروكفورد (إلينوي) في التاسع من يوليو 1981. وقد فوضته الجمعية الإنسانية الأمريكية (American Humanist Association) في عمل الكورال الخاص به “No Hidden Meanings,” الذي اعتمد على نص قدمه اختصاصي علم النفس شيلدون كوب والذي قُدِّم في قاعة كريسج التابعة لمعهد ماساتشوستس للتقنية في العشرين من يونيو1982.
وقُدّمت فرقة HaShirim موسيقى الكورال للأغنية " Shehechiyanu" أو«من وهب لنا الحياة» في 18 أبريل 2010 في الاحتفال التقليدي لمعبد أحفاد أخيم (Temple Ahavat Achim) في مدينة [جلوشستر، ماساشوسيتس].

## قصص الخيال
ألّف قسطنطين، الذي يعد أحد الأعضاء النشيطين (المهنيين) في مؤسسة Science Fiction and Fantasy Writers of America، العديد من القصص القصيرة، التي طُبعت في الغالب بعدة أسماء مستعارة. وقد قام بتحرير Infinite Loop، (Miller Freeman Books, 1993)، مقتطفات أدبية مختارة من الخيال العلمي من جانب كتّاب في حقل الحاسب، حيث وُصف في [Midwest Book Review ]  «بأنه بباسطة أحد أفضل المقتطفات الأدبية المختارة التي ظهرت في السنوات الأخيرة.»
وقسطنطين هو مؤلف الروايتين السياسيتين المثيرتين، Bashert وDome، حيث كتبهما تحت اسم «ليور سامسون» كاسم مستعار.

## الأعمال المنشورة
يوجد لقسطنطين أكثر من 175 بحث منشور، وكذلك 17 كتابًا. واخترنا لك من هذه الأعمال:
- 1974. Group marriage: A study of contemporary multilateral marriage. With Joan Constantine. Collier Books, 1974.
- 1975. Structured Design. With إدوارد يوردون. Yourdon Press.
- 1981. Children and Sex: New Findings, New Perspectives. (ed.) with Floyd Martinson. Little Brown & Co (T).
- 1986. Family Paradigms: The Practice of Theory in Family Therapy. Guilford Press.
- 1995. Constantine on Peopleware. Yourdon Press Computing Series.
- 1999. Software for Use: A Practical Guide to the Essential Models and Methods of Usage-Centered Design. With Lucy Lockwood. Reading, MA: Addison-Wesley.
- 2001. The Peopleware Papers: Notes on the Human Side of Software. NJ: Prentice Hall.
- 2001. Beyond Chaos: The Expert Edge in Managing Software Development. (ed.). Boston: Addison-Wesley.
- 2002. ''The Unified Process Transition and Production Phases. (ed.) with سكوت أمبلر. CMP Books, Lawrence 2002, ISBN 1-57820-092-X.
- 1974. Group marriage: A study of contemporary multilateral marriage. بالاشتراك مع جون قسطنطين. Collier Books, 1974.
- 1975. Structured Design. بالاشتراك مع إيد يوردون. Yourdon Press.
- 1981. Children and Sex: New Findings, New Perspective. (محرر) بالاشتراك مع فلويد مارتنسون. Little Brown & Co (T).
- 1986. Family Paradigms: The Practice of Theory in Family Therapy. Guilford Press.
- 1995. Constantine on Peopleware. Yourdon Press Computing Series.
- 1999. Software for Use: A Practical Guide to the Essential Models and Methods of Usage-Centered Design. بالاشتراك مع لوسي لوكوود. قراءة، ماساشوسيتس: أديسون ويسلي.
- 2001. The Peopleware Papers: Notes on the Human Side of Software. نيو جيرسي: Prentice Hall.
- 2001. Beyond Chaos: The Expert Edge in Managing Software Development. (محرر). بوسطن: أديسون ويسلي.
- 2002. The Unified Process Transition and Production Phases. (محرر) بالاشتراك مع سكوت دبليو آمبلر. CMP Books، لورانس 2002، ISBN 1-57820-092-X.

## وصلات خارجية
- Larry.Constantine نسخة محفوظة 30 نوفمبر 2012 على موقع واي باك مشين. homepage University of Madeira. (in Portuguese).
- Constantine & Lockwood Ltd. Larry Constantine's website.
- Lab:USE نسخة محفوظة 7 مارس 2018 على موقع واي باك مشين. research unit in the Department of Mathematics and Engineering at the University of Madeira.